# Китадай, Фелипе
Фели́пе Э́йджи Китада́й (порт. Felipe Eidji Kitadai; род. 28 июля 1989, Сан-Паулу) — бразильский дзюдоист, бронзовый призёр летних Олимпийских игр 2012 года, чемпион Панамериканских игр 2011 года.

## Спортивная биография
В составе сборной Бразилии Фелипе Китадай начал выступать в 2008 году. Первый крупный успех в карьере спортсмена состоялся в 2011 году на Панамериканских играх. В соревнованиях в категории до 60 кг бразильский дзюдоист завоевал золотую медаль.
В 2012 году Фелипе принял участие в летних Олимпийских играх в Лондоне. Соревнования в категории до 60 кг прошли 28 июля. Бразилец, которому в этот день исполнилось 23 года, без особых проблем дошёл до четвертьфинала, где ему в соперники достался узбекистанский спортсмен Ришод Собиров. Долгое время шла равная борьба, но меньше чем за минуту до конца поединка Собиров провёл бросок на иппон. Поскольку Китадай проиграл в четвертьфинале, то он смог продолжить борьбу в поединках за третье место. В первом утешительном раунде бразилец победил южнокорейца Чой Хван Хьона, а в поединке за третье место Фелипе победил итальянца Элио Верде и стал бронзовым призёром игр.
В мае 2013 года стал бронзовым призёром престижного турнира World Masters в Тюмени, одержав победу над дзюдоистом из Казахстана Елдосом Сметовым.

## Интересные факты
- Сразу же после церемонии награждения Фелипе сломал свою медаль, уронив её в душе. Олимпийский комитет Бразилии обратился в МОК с просьбой заменить сломанную медаль. Организаторы соревнований пошли навстречу спортсмену и выделили новую награду из резервного фонда[2].